# Michio Ashikaga
Michio Ashikaga (jap. 足利 道夫, Ashikaga Michio; * 22. Mai 1950 in der Präfektur Akita) ist ein ehemaliger japanischer Fußballspieler.

## Nationalmannschaft
1971 debütierte Ashikaga für die japanische Fußballnationalmannschaft. Ashikaga bestritt sieben Länderspiele.

## Errungene Titel
- Japan Soccer League: 1969, 1973, 1978
- Kaiserpokal: 1971, 1973, 1978